# Il cielo in una stanza (álbum)
Il cielo in una stanza es el segundo álbum de la cantante italiana Mina, publicado por la discográfica Italdisc en junio de 1960.
Este álbum contiene canciones editadas previamente como sencillo o publicadas en EP en el mismo año, excepto Ho paura publicada en formato 45 RPM más tarde, en octubre. En todas las canciones de este LP, Mina canta acompañada por la orquesta de Tony De Vita y ha sido reeditado y remasterizado en diversas ocasiones y formatos diferentes.

## Lista de canciones
| N.º | Título                                            | Duración |  |
| 1.  | «Il cielo in una stanza»                          | 1:59     |  |
| 2.  | «Pesci rossi»                                     | 2:20     |  |
| 3.  | «Briciole di baci»                                | 2:33     |  |
| 4.  | «Ho paura»                                        | 3:03     |  |
| 5.  | «Personalità (Personality)»                       | 2:27     |  |
| 6.  | «La nonna Magdalena»                              | 2:05     |  |
| 7.  | «Coriandoli»                                      | 3:10     |  |
| 8.  | «Una zebra a pois»                                | 3:22     |  |
| 9.  | «Invoco te»                                       | 3:03     |  |
| 10. | «Rossetto sul colletto (Lipstick on Your Collar)» | 1:30     |  |
| 11. | «Serafino campanaro»                              | 2:07     |  |
| 12. | «Un piccolo raggio di luna»                       | 2:19     |  |

## Edición fuera de Italia
El álbum, lanzado en Argentina en 1965 con la misma cobertura y la etiqueta de Philips, es parte de la discografía de Mina fuera de Italia.
Los títulos fueron traducidos al español, pero las canciones son lo mismo según lo publicado en Italia y en italiano.